# 1857 Парчоменко
1857 Парчоменко (енгл. 1857 Parchomenko) је астероид главног астероидног појаса са средњом удаљеношћу од Сунца која износи 2,243 астрономских јединица (АЈ).
Апсолутна магнитуда астероида је 12,3.